# Dudu Pukwana
Mtutuzeli Dudu Pukwana (Port Elizabeth, 1938. július 18. – London, 1990. június 30.) dél-afrikai szaxofonos.

## Pályakép
Otthon zongorázni tanult, majd 1956-ban szaxofonozni kezdett. 1962-ben elnyerte a Johannesburg Jazz Fesztivál első díját a Moyake Jazz Giantsszel.

## Lemezei
| Dudu Pukwana                              | Dudu Pukwana                              |
| Kattints az alábbi külső linkek egyikére! | Kattints az alábbi külső linkek egyikére! |
| ----------------------------------------- | ----------------------------------------- |
| Nem található szabad kép.(?)              |                                           |
| külső link · jogvédett                    | Dudu Pukwana                              |

- 1967 Kwela
- 1969 Dudu Pukwana and Spear
- 1971 Assagai Assagai
- 1972 Assagai Zimbabwe
- 1973 Simba and Assagai Afro Rock Festival
- 1973 In the Townships
- 1975 Diamond Express
- 1975 Flute Music
- 1979 Yi Yole
- 1981 Zila Sounds Live At The 100 Club
- 1983 Live in Bracknell and Willisau
- 1986 Zila Zila 86
- 1987 Mbizo Radebe (They Shoot to Kill)
- 1990 Cosmics Chapter 90
- 2006 Mbaqanga Songs

## Díjak
- 1962: Johannesburg Jazz Fesztivál